# Cantata (Stravinsky)
Cantata is de naam van twee composities van Igor Stravinsky.
- De vroegste Cantata (5) is een compositie voor gemengd koor van zes zangers en piano, gecomponeerd voor de 60e verjaardag van Nikolaj Rimski-Korsakov in 1904. Het werk werd in dat jaar in het appartement van Rimski-Korsakov uitgevoerd, met onder meer diens kinderen in het koor. De compositie werd niet gepubliceerd en het manuscript is verloren gegaan.

- De tweede Cantata (96) dateert uit de jaren 1951-1952. Stravinsky wilde na zijn opera The Rake's Progress opnieuw graag een werk in Engelse verzen op muziek zetten, maar 'this time in a purer, non-dramatic form'. Hij koos voor anonieme Engelse teksten uit de vijftiende en zestiende eeuw die gepubliceerd waren door W.H. Auden (die ook verantwoordelijk was voor het libretto van de opera). De teksten hebben een min of meer beschouwende ondertoon, zoals de Lyke-wake dirge, een lied gezongen tijdens de wake voor een overledene. Drie van de liederen zijn religieus, het vierde, Westron Wind, is een liefdeslied. In de tekst voor het programmaboekje verklaarde Stravinsky zijn keuze aldus: 'I selected four popular anonymous lyrics [...] which attracted me, not only for their great beauty and their compelling syllabification, but also for their construction which suggested musical construction.'

De première was op 11 november 1952. Het werk werd uitgevoerd door de Los Angeles Chamber Symphony Society, waaraan het gewijd was, onder leiding van de componist. Vanwege de hoge moeilijkheidsgraad voor de zangers en de instrumentalisten wordt de Cantata niet vaak uitgevoerd.
Het werk is geschreven voor sopraan, tenor, vrouwenkoor en een klein instrumentaal ensemble met een hoofdrol voor de cello en begeleiding van fluiten, hobo en Engelse hoorn. De Cantata bestaat uit de volgende delen:
1. A lyke-wake dirge. Versus I. Prelude: This ae nighte
2. Ricercar I. The maidens came
3. A lyke-wake dirge. Versus II. First interlude: If ever thou gav'st hos'n and shoon
4. Ricercar II. Sacred History: To-morrow shall be my dancing day
5. A lyke-wake dirge. Versus III. Second interlude: From Whinnymuir when thou may'st pass
6. Westron Wind
7. A lyke-wake dirge. Versus IV. Postlude: If ever thou gav'st meat or drink

## Oeuvre
Zie het Oeuvre van Igor Stravinsky voor een volledig overzicht van het werk van Stravinsky.

## Geselecteerde discografie
- Adrienne Albert (mezzo-sopraan) en Alexander Young (tenor), Gregg Smith Singers en het Columbia Chamber Ensemble o.l.v. Igor Stravinsky, in de 'Igor Stravinsky Edition' in het deel 'Sacred Works' (Sony Classical 2cdS, SM2K 46 301)
- Rosemary Hardy (sopraan) en Ian Bostridge (tenor), Nederlands Kamerkoor en het Schönberg Ensemble o.l.v. Reinbert de Leeuw (op 'Stravinsky - Sacred Choral Works', Philips 454 477-2)